# Thaon

Thaon este o comună în departamentul Calvados, Franța. În 2009 avea o populație de 1495 de locuitori.